# Utatsusaurus hataii
L'utatsusauro (Utatsusaurus hataii) è un rettile marino estinto, appartenente agli ittiotterigi. Visse nel Triassico inferiore (circa 250 - 245 milioni di anni fa) e i suoi resti fossili sono stati ritrovati in Giappone e (forse) in Canada. È considerato il più antico e basale ittiotterigio noto.

## Descrizione
Questo animale era lungo quasi tre metri e possedeva un lungo corpo snello. Come tutti gli ittiotterigi (e gli ittiosauri) possedeva inoltre zampe trasformate in strutture simili a pagaie. A differenza degli ittiosauri più avanzati, Utatsusaurus non possedeva una pinna dorsale e aveva un cranio largo. Il muso si assottigliava leggermente, rispetto a quello più affusolato degli ittiotterigi più derivati. Il postorbitale si trovava al di sotto dell'allungato processo posteriore del postfrontale. Questa è una condizione plesiomorfica evidente per gli ittiotterigi (Cuthbertson et al., 2013). Rispetto alle dimensioni del cranio, i denti erano piuttosto piccoli, e disposti in una scanalatura primitiva. I denti possedevano solchi longitudinali e inizialmente si riteneva fossero più lunghi e più acuti di quelli di Grippia, un ittiotterigio strettamente imparentato. Successivamente, dopo aver riesaminato l'olotipo, è stato accertato che i denti erano più robusti e dalla punta smussata (Motani, 1996). Utatsusaurus aveva piccole pinne, dotate di cinque dita. Inoltre, queste dita possedevano fino a cinque ulteriori ossa, una condizione nota come iperfalangia (Motani, 1997; Motani, 2005). La coda aveva una lunga pinna bassa, e ciò suggerisce che l'animale nuotava grazie a un movimento ondulatorio del corpo e della coda, piuttosto che utilizzare le sue pinne. 

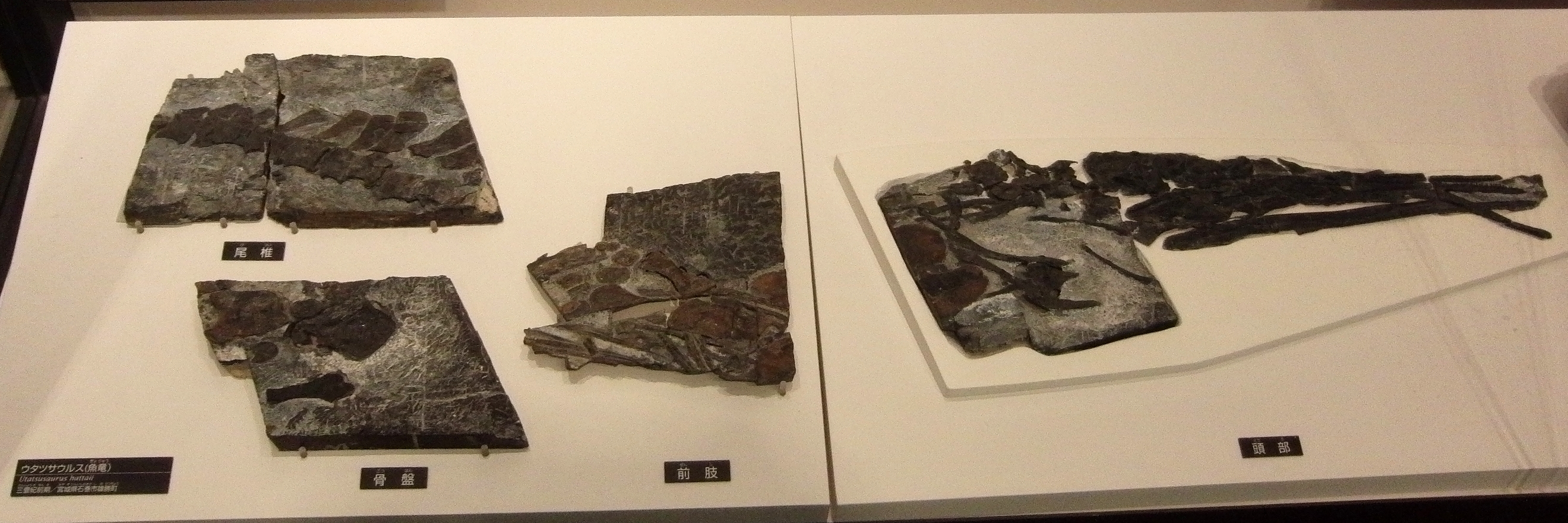
Ricostruzione scheletro con frammenti

Utatsusaurus possedeva caratteristiche di transizione tra gli amnioti terrestri ancestrali e gli ittiosauri più derivati. In primo luogo, la saldatura del cinto pelvico alla colonna vertebrale probabilmente non era abbastanza robusta per sostenere il corpo a terra, a differenza amnioti terrestri. Il cinto pelvico è attaccato alla colonna vertebrale dalle costole sacrali, le quali probabilmente si articolano con l'ileo, ma le costole non sono fuse alle vertebre sacrali. In secondo luogo, l'omero e il femore di Utatsusaurus hanno lunghezza uguale. Mentre tutti gli altri ittiosauri hanno l'omero più lungo, gli amnioti terrestri hanno il femore più lungo. Inoltre, l'arto posteriore di Utatsusaurus sembra essere più grande della zampa anteriore (Motani et al., 1998).

## Classificazione
Utatsusaurus hataii venne descritto per la prima volta nel 1978, sulla base di resti fossili ritrovati nella prefettura di Miyagi (Giappone), nella zona di Utatsu-cho (ora parte di Minamisanriku-cho). Altri fossili attribuiti con qualche dubbio a Utatsusaurus sono stati ritrovati in Columbia Britannica, Canada.
Ryosuke Motani della University of California, Berkeley, e Nachio Minoura e Tatsuro Ando della Hokkaido University hanno riesaminato i fossili di Utatsusaurus nel 1998, utilizzando immagini elaborate al computer per invertire la distorsione dello scheletro originale. Gli studiosi hanno scoperto che Utatsusaurus era strettamente legato ai rettili diapsidi simili a lucertole, come Petrolacosaurus. Ciò renderebbe gli ittiotterigi lontani parenti di lucertole e serpenti. Nello studio vi sono inoltre analisi filogenetiche secondo le quali gli ittiosauri sono membri dei Diapsida e il sister group dei Sauria. Inoltre, nel 2013, Cuthbertson e colleghi dell'Università di Calgary, in Canada, utilizzando analisi filogenetiche, sono giunti alla conclusione che gli ittiotterigi siano un gruppo monofiletico e che Utatsusaurus e l'affine Parvinatator formino un clade basale.

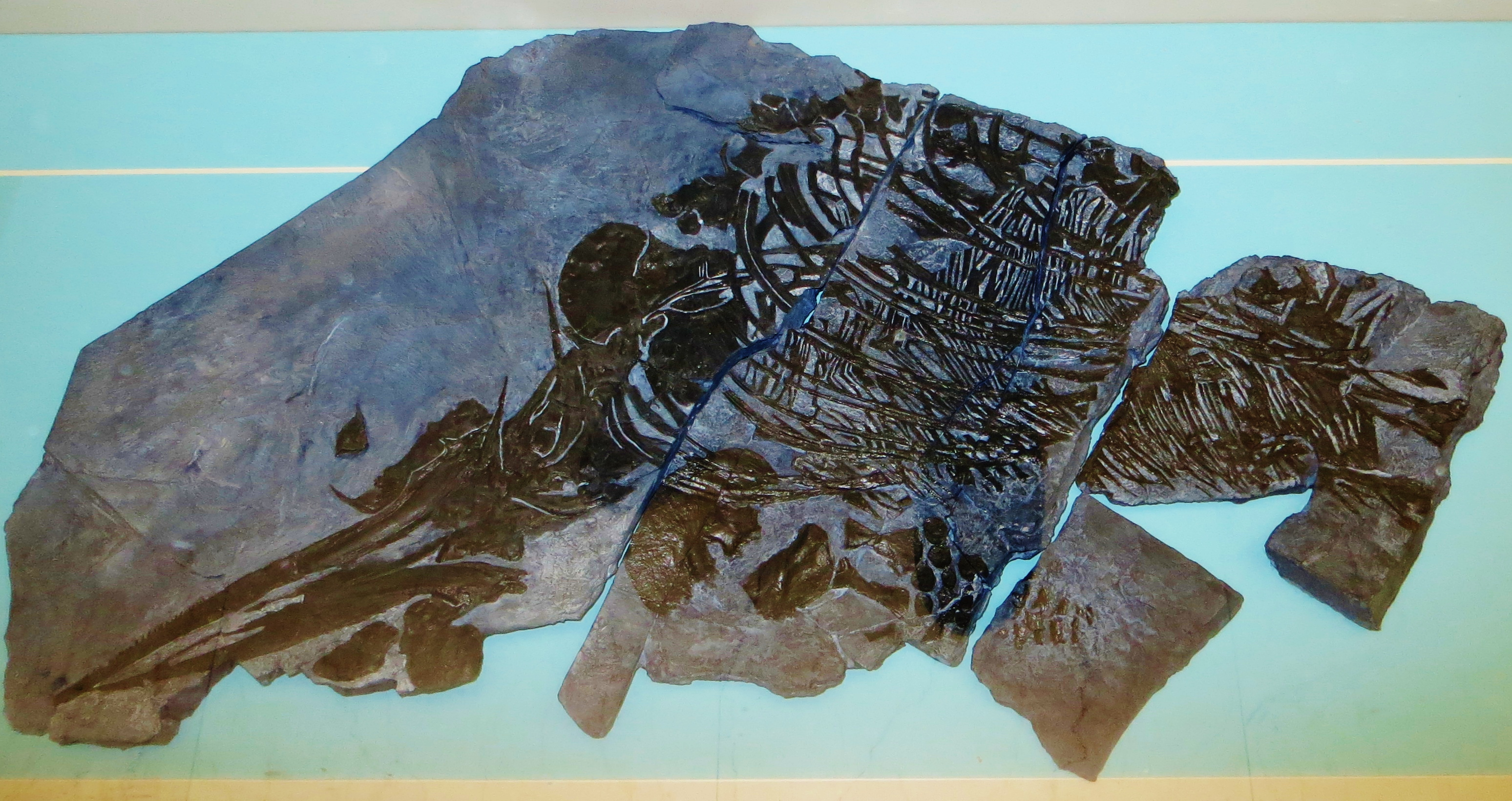
Fossili di Utatsusaurus hataii

## Paleobiologia
La morfologia di Utatsusaurus, dotato di 40 vertebre presacrali di forma cilindrica, suggerisce che questo animale nuotasse utilizzando principalmente il corpo e la coda, che venivano mossi lateralmente in modo simile a quello dell'anguilla. La dentatura indica che questo animale si nutriva di pesce.
Secondo uno studio istologico effettuato nel 2014, la struttura dell'osso cancelloso di Utatsusaurus suggerisce un adattamento al nuoto attivo in un ambiente marino aperto. Inoltre, l'eventuale presenza di tessuto osseo rapidamente depositato, in un complesso fibrolamellare, suggerisce un tasso metabolico più elevato rispetto ai moderni rettili pecilotermi, e quindi una tendenza verso l'omeotermia. Questo ittiosauro basale, con il suo corpo allungato, era già più adatto ad uno stile di vita acquatica di quanto previsto dalla sua morfologia, e il processo di adattamento ad uno stile di vita marino era già ben avanzato nel Triassico inferiore (Nakajima et al., 2014).

## Distruzione del Museo Gyoryū-kan
La zona di Minamisanriku-cho, in Giappone, è un luogo rinomato che ha restituito un notevole numero di fossili di ittiosauri e il primo esemplare di Utatsusaurus. Aveva un museo (chiamato Gyoryū-kan (魚 竜 館), che significa "casa degli ittiosauri") per conservare ed esporre i fossili, con oltre sessantamila visitatori l'anno ma l'11 marzo 2011, il terremoto e lo tsunami Tohoku hanno distrutto il museo. Fortunatamente, i fossili di Utatsusaurus erano stati posti in un altro luogo, e quasi tutti gli altri fossili sono stati recuperati, ma il museo non è ancora stato ricostruito.